# Максимов, Александр (молдавский футболист)
Александр Максимов (8 июля 1982) — молдавский и украинский футболист, защитник, полузащитник, нападающий.
В высшем дивизионе чемпионата Молдавии дебютировал в сезоне 2003/04 — за клуб «Тилигул-Тирас» из Тирасполя сыграл в 21 матче и забил 1 гол. В течение следующих нескольких лет выходил на поле лишь в трёх матчах чемпионата страны.
В сезоне-2009/10, выступая за «Вииторул» Оргеев — дебютанта высшего дивизиона, стал лучшим бомбардиром чемпионата Молдавии (13 мячей). После этого уехал в Казахстан в клуб «Окжетпес» Кокшетау, отыграл 4 матча в чемпионате страны.
В сезонах 2010/11 и 2011/12 играл за «ЦСКА-Рапид» Кишинёв и «Костулены».
Всего в высшем дивизионе Молдавии провёл 5 сезонов — 71 матч, 15 голов.
В сезонах 2012/13 и 2013/14 играл в дивизионах «Б» и «А» — третьем и втором по значимости дивизионах Молдавии.